# Vanë
Vanë (còn được gọi là Cifliku Vana, Van, Vana hoặc Vanje) là một khu định cư ở Quận Vlorë của Albania. Nó là một phần của đô thị Delvinë. Ngôi làng là nơi sinh sống của Aromanians.